# Колючие эмблемарии
Колючие эмблемарии (лат. Acanthemblemaria) — род мелких морских лучепёрых рыб из семейства хенопсиевых (Chaenopsidae). Общая длина тела от примерно 2 см (A. paula) до 6 см (A. castroi, A. crockeri, A. macrospilus). Распространены в тёплых водах Атлантического и Тихого океанов у берегов Северной, Центральной и Южной Америки.

## Виды
В роде Acanthemblemaria 21 вид:
- Acanthemblemaria aspera — Колючая эмблемария[1]
- Acanthemblemaria atrata
- Acanthemblemaria balanorum
- Acanthemblemaria betinensis
- Acanthemblemaria castroi
- Acanthemblemaria chaplini — Собачка Чаплина
- Acanthemblemaria crockeri
- Acanthemblemaria exilispinus
- Acanthemblemaria greenfieldi
- Acanthemblemaria hancocki
- Acanthemblemaria harpeza
- Acanthemblemaria hastingsi
- Acanthemblemaria johnsoni
- Acanthemblemaria macrospilus
- Acanthemblemaria mangognatha
- Acanthemblemaria maria
- Acanthemblemaria medusa
- Acanthemblemaria paula
- Acanthemblemaria rivasi
- Acanthemblemaria spinosa
- Acanthemblemaria stephensi

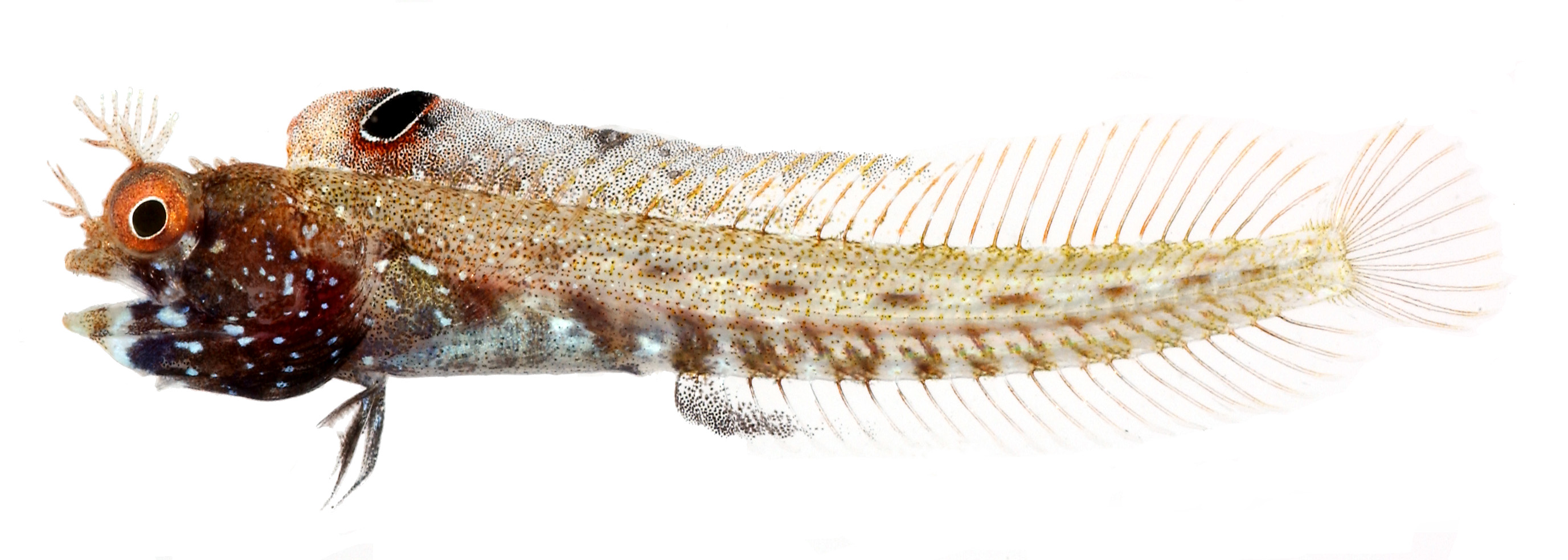
Колючая эмблемария (Acanthemblemaria aspera), взрослый самец